# Њупорт (Њујорк)
Њупорт (енгл. Newport) град је у америчкој савезној држави Њујорк.

## Демографија
По попису из 2010. године број становника је 640, што је 0 (0,0%) становника више него 2000. године.
| Група             | 2000.       | 2010.       |
| Белци             | 634 (99,1%) | 622 (97,2%) |
| Афроамериканци    | 3 (0,5%)    | 7 (1,1%)    |
| Азијати           | 0 (0,0%)    | 2 (0,3%)    |
| Хиспаноамериканци | 1 (0,2%)    | 6 (0,9%)    |
| Укупно            | 640         | 640         |